# Alois Pacher
Alois Pacher, gelegentlich Aloys Pacher geschrieben, (* 8. April 1822 in München; † 25. August 1883 in München) war ein deutscher Komponist, Chordirektor und Musikpädagoge.

## Leben
Der Sohn des Gesanglehrers und Tenors Anton Pacher (1774–1845) besuchte in München die Volks-Elementar-Schule und die lateinische Schule. Seine musikalische Grundbildung erhielt er bei seinem Vater, der als Musiklehrer am Kadettenkorps und als Gesanglehrer an der lateinischen Schule unterrichtete. 1841, bereits mit 19 Jahren, vertrat Alois Pacher seinen Vater und übernahm nach dessen Pensionierung im Schuljahr 1844/45 seine Stelle an der Lateinschule. Mit der Gründung der drei Münchner Gymnasien wurde er mit ministerieller Entschließung vom 11. November 1849 als Fachlehrer für Gesang am Maximiliansgymnasium in München übernommen und 1863 zum Musikdirigenten (Chordirektor) befördert. 1877 zum Ritter des Verdienstordens vom Hl. Michael ernannt, übernahm er auch die Funktion eines Chordirektors an der St.-Michael-Hofkirche. Wegen krankheitsbedingter Dienstunfähigkeit war er ab Januar 1881 beurlaubt und wurde im Februar 1882 seiner Funktion enthoben. Seine Vertretung übernahm der Komponist und Hofmusikus Johann Nepomuk Cavallo, der nach dem Tod Pachers schließlich auch die Stelle als Musik- und Gesanglehrer an der Schule erhielt.
Alois Pacher war zeitlebens in München niedergelassen. Er war mit Antonia Schwarz (* 1822), der Tochter des Schul- und Zeichnungslehrers Augustin Schwarz (1791–1842) aus Pfaffenhofen an der Ilm, verheiratet; von ihren neun gemeinsamen Kindern erreichten nur die Tochter Aloisia – sie wurde Sängerin und Klavierlehrerin – und der Sohn Augustin Pacher – er betätigte sich als Kunst- und Glasmaler – das Erwachsenenalter.
Neben seiner Lehrtätigkeit komponierte Pacher auch eigene Musikstücke – zum Teil unter dem Pseudonym A. Weisshaupt – und arrangierte und kopierte vor allem zahlreiche Werke anderer Komponisten.

## Werke
Alois Pacher komponierte mehrstimmige Chöre, Wechselgesänge (Antiphonien, Reponsorien, Graduale) und Hymnen, darunter:
- Miserere mei Deus, Psalm zu 4 Singstimmen; letzte Strophe 8-stimming, in As-Dur (1854)
- Stabat Mater, vierstimmig und doppelchörig, München, 23. Februar 1855
- Turnerchor in Es-Dur von Weisshaupt / Alois Pacher (1860)
- Stabat mater, Doppelchor zu 4 Stimmen in g-Moll (1860)
- Frühlings-Chor in D-Dur mit Orchesterbegleitung, componirt von A. Weisshaupt / A. Pacher (1872)
- Deo gratias, Choralmelodie nach dem neuen Regensburger Missale für die Advent- und Fastensonntage, in F-Dur (1878)

Darüber hinaus arrangierte und kopierte Pacher Werke von u. a. Felice Anerio, Johann Christian Bach, Giovanni Battista Casali, Karl Ludwig Drobisch, Caspar Ett, Christian Geisser, Joseph Haydn, Michael Haydn, Niccolò Jommelli, Wolfgang Amadeus Mozart, Giovanni Maria Nanino, Jacob Obrecht, Johannes Ockeghem, Giovanni Pierluigi da Palestrina, Robert Lucas Pearsall, Giovanni Battista Pergolesi, Costanzo Porta, João IV Rei de Portugal (1604–1656), Eduard Rottmanner, Ludwig Senfl, Louis Spohr, Francesco Antonio Vallotti, Georg Joseph Vogler, Tomás Luis de Victoria und Anton Zimmermann.

## Schriften
- Brief an den Musikverlag Ed. Bote und G. Bock, Berlin. Cassel, 10. März 1854: Berlin, Staatsbibliothek
- Brief an Unbekannt, München, 3. August 1868: München, Bayerische Staatsbibliothek
- Nachlass Alois Pacher mit den Noten-Manuskripten: München, Bayerische Staatsbibliothek